# El constructor de Norwood
El constructor de Norwood es uno de los 56 relatos cortos sobre Sherlock Holmes escrito por Arthur Conan Doyle. Fue publicado originalmente en The Strand Magazine y posteriormente recogido en la colección El regreso de Sherlock Holmes. Este segundo relato fue publicado en la revista estadounidense Collier's en octubre de 1903, y en noviembre del mismo año se publicó en las páginas de The Strand de Londres, dos años antes de que apareciese con el resto de relatos de la serie, en forma de libro.

## Argumento
Holmes, que siempre alude al relato como "La desaparición de Norwood", recibe en el verano de 1894 al joven John Hector McFarlane, sospechoso del asesinato del constructor Jonas Oldacre en la localidad de Norwood. Durante la entrevista, se presenta el inspector Lestrade, viejo conocido de Holmes, que detiene a McFarlane. Aparentemente, todas las pruebas acusan a que el culpable es McFarlane, y la gente de Scotland Yard, con su limitada capacidad de análisis, decide investigar por el camino que parece más obvio. McFarlane es heredero universal del constructor, y el móvil es claramente económico. La decisiva intervención de Sherlock Holmes evitará, una vez más, que se condene a un inocente. El detective del 221-B de Baker Street no se deja engañar por lo que parece evidente y, por fin, logra que brille la luz de la verdad.

## Análisis
El constructor de Norwood es el primer caso en el que Sherlock Holmes basa su investigación en el estudio de las huellas digitales, una auténtica novedad para la época. Oldacre falsifica la huella del pulgar de McFarlane, sin contar con la agudeza y el fino olfato del maestro de detectives, Sherlock Holmes, que describe a Oldacre como "una persona astuta, maligna y vengativa". 
Al final del relato sonríe con indulgencia y contesta a la velada amenaza del malvado Oldacre con estas palabras: "Me imagino que va a estar atareado durante muchos años..."
Watson hace la observación de cómo las maneras inicialmente presuntuosas del inspector Lestrade se habían transformado, de pronto, en la actitud de un niño que hace preguntas a su maestro. Holmes había desaparecido, pero no por ello había perdido ni un ápice de sus facultades investigadoras.